# A.A. Allen
Asa A Allen, mer känd som A A Allen, född 27 mars 1911 i Sulphur Rock, Arkansas, död 11 juni 1970 i San Francisco, var en amerikansk pingstevangelist. 
Han växte upp i misär och gavs alkohol som sömnmedel som barn. Han rymde hemifrån i 14-årsåldern och överlevde med diverse arbeten. 1934 blev han frälst i ett metodistmöte. 1936 gifte han sig och kom in i Assemblies of God. Snart fick han arbete som pastor och så småningom pastorsvigd. Under en period reste han runt om sångarevangelist och fick uppleva att människor blev helade. Resandet och den osäkra ekonomin tärde dock på familjen, så han tog 1947 en ny pastorstjänst i Corpus Christi, Texas. 
Han besökte möten med William Branham och Oral Roberts och såg att det fanns en dimension i helandeverksamheten som han inte upptäckt, och kände kallelsen dit, och sade upp sig som pastor 1950.
Han utförde helande och exorcism under stora tältmöteskampanjer och hans radioprogram sändes i många länder. Under en tid var han verksam tillsammans med James Gordon Lindsay i Voice of Healing-rörelsen. Sitt första tält köpte han 1951 och när Jack Coe dog 1956, köpte han dennes jättetält. Han startade en tidning, Miracle Magazine, som 1956 hade 200 000 prenumeranter. Han försökte också skapa en organisation för helandepredikanter, men andra drogs sig tillbaka, och han betraktades som aggressiv. Med tiden kom Allen att skifta fokus från helande till framgångsteologi. Han fick en tomt i donation för en bibelskola och byggde där 1960 en kyrka med 4000 sittplatser.
Några faktorer kom dock att bli till en belastning för hans arbete som kristen förkunnare: på 1960-talet kom separation från hustrun och åtal om eftertaxering på 300 000 dollar. 1955 togs han fast för rattfylleri i Tennessee och fick lämna några uppdrag, såsom pastorstiteln i Assemblies of God, men bedyrade sin oskuld. Efter obduktionen 1970 hävdade läkaren att Allen dog av levercirrhos och var alkoholpåverkad vid dödstillfället och alkoholiserad, vilket dock bestrids av andra. Det finns dock vittnesmål om att fanns mängder av tomma spritflaskor hotellrummet i San Francisco där Allen dog. 
Allen hyllas ännu idag av somliga karismatiker för sin framgångsrika tid, före alla personliga problem, och material av honom fortsätter att publiceras.